# Limnophila kamengensis
Limnophila kamengensis är en tvåvingeart som beskrevs av Alexander 1972. Limnophila kamengensis ingår i släktet Limnophila och familjen småharkrankar. Inga underarter finns listade i Catalogue of Life.